# Académie Vitti
 (juin 2018).
L'Académie Vitti était une école d'art privée fondée en 1889 par Cesare Vitti et sa famille, située au 49, boulevard du Montparnasse à Paris, fermée en 1914.

## Historique

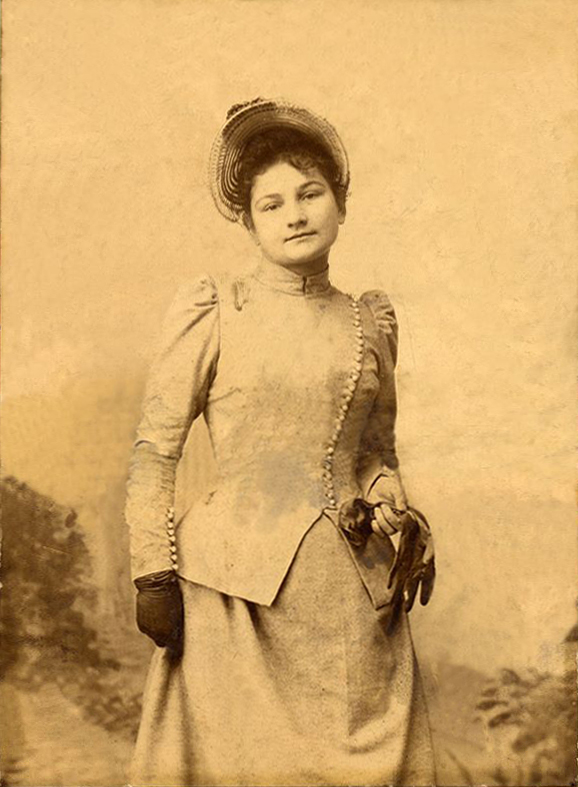
Maria Caira, photographie anonyme, Atina, musée de l'Académie Vitti.

L'Académie Vitti est fondée par Cesare Vitti, sa femme Maria Caira (1872-1949) et ses sœurs Anna Caira (1879-1916) et Jacinta Caira (1882-1947). Cesare Vitti est originaire de Casalvieri, petit village de la vallée de Comino à proximité d'Atina, dans les montagnes au sud de Rome. Il fait ses débuts comme modèle, puis devint peintre et sculpteur. Les trois sœurs Caira, leur cousin Carmela et leur frère Antonio sont originaires de la ville voisine de Gallinaro. Ils sont tous venus pour poser comme modèles pour les peintres, sculpteurs et photographes parisiens.
Antonio Caira pose comme forgeron pour le billet de 100 francs dessiné par Luc Olivier Merson (1846-1920). Maria Caira à l'anatomie parfaite et très demandée pose notamment pour le sculpteur américain Frederick William MacMonnies (1863-1937) et sa Diane chasseresse. Carmela Caira pose pour James Abbott McNeill Whistler (1834-1903), Henri Matisse (1869-1954), Émile Bernard (1868-1941), ainsi que pour Alice Pike Barney (1857-1931).
Cet atelier est un des premiers à accepter les étudiantes dans ses rangs, afin de leur permettre de dessiner des modèles masculins nus. Il connaît très tôt un vif succès. L’enseignement y est sensiblement similaire à celui prodigué à l’Académie Julian, et fondé sur l’étude de l’antique et celle du dessin, en particulier d’après le nu. En théorie, l’apprentissage débute par la copie d’après des gravures, des plâtres avant de passer au modèle vivant. L’élève ne peut à priori commencer à peindre que lorsqu’il maîtrise parfaitement le dessin. L’enseignement du modèle nu féminin et masculin est proposé aux hommes comme aux femmes. Les modèles féminins posent entièrement nus et les modèles masculins « caleçonnés »[réf. souhaitée]. 
Les fondateurs de cette académie retournent définitivement en Italie à Atina avant le déclenchement de la Première Guerre mondiale en août 1914, en emportant les archives de leur entreprise.
Cesare Erario, un descendant de la famille, héritier de la maison familiale d'Atina, retrouve les archives dans le grenier et crée un musée consacré à l'Académie Vitti dans cette maison en 2013 pour présenter ce fonds. Ce musée conserve des peintures et des dessins, dont ceux réalisés par Jacinta Caira Vitti, des costumes, ainsi que de nombreuses archives photographiques, notamment des clichés des ateliers pris par Nadar et Charles Chauvet.

## Enseignants notables
- Louis Anquetin (1861-1932), présent en 1914[3].
- María Blanchard (1871-1959), assistante, elle étudie à l'académie sous van Dongen et Camarasa.
- Jacques-Émile Blanche (1861-1942).
- Olga Boznańska (1865-1940), peintre polonaise.
- Frederick Arthur Bridgman (1847-1928), peintre américain, enseigne vers 1890.
- Hermenegildo Anglada Camarasa (1871-1959).
- Alexandre Charpentier (1856-1909).
- Raphaël Collin (1850-1916).
- Kees van Dongen (1877-1968), a influencé beaucoup de ses étudiants à l'Académie avec un intérêt pour le fauvisme. Il a montré à des artistes comme Tyko Sallinen (1879-1955) et Ragnhild Kaarbø (en) (1889-1949) une direction qui les conduira à l'expressionnisme nordique.
- Frank DuMond (1865-1951).
- Paul Gauguin (1848-1903).
- Paul Gervais (1859-1934).
- Paul Leroy (1860-1916), professeur en 1890-1895.
- Frederick William MacMonnies (1863-1937), sculpteur.
- Henri Martin (1860-1943).
- Luc-Olivier Merson(1846-1920).
- Ernest Warburton Shurtleff (1862-1917).
- Walter Sickert (1860-1942), recommence à enseigner à Paris en mars 1903, probablement à l'Académie Vitti, avec Blanche et Lucien Simon (1861-1945)[4].

## Élèves notables
- María Blanchard (1881-1932), peintre cubiste espagnole.
- Konstanty Brandel (1880-1970), peintre et graveur polonais.
- Alson S. Clark (1876-1949), peintre américain.
- Colin Campbell Cooper (1856-1937), peintre américain.
- Marguerite Delorme (1876-1946), française, élève vers 1892-1896.
- Charles Ginner (1878-1952), peintre britannique.
- Alexandre Golovine (1863-1930), peintre russe.
- Abbott Fuller Graves (en) (1859-1936), peintre américain, élève en 1902-1905.
- Pekka Halonen (1865-1933), peintre finlandais, élève de Gauguin en 1890.
- Mary Riter Hamilton (1873-1954), peintre canadienne.
- Élisabeth Krouglikoff (1865-1941), peintre russe, élève en 1895.
- Jean Marchand (1882-1941), élève en 1909, d'Henri Martin.
- Janet Scudder (1869-1940), sculptrice américaine, élève en 1894-1895.
- Ada Walter Shulz (en) (1870-1928), peintre américaine.
- Claire Shuttleworth (en) (1867-1930), élève peintre américaine chez Bridman, Collin, et Merson en 1896-1899.
- Amadeo de Souza-Cardoso (1887-1918), peintre portugais, élève en 1908.
- Carlos Valenti (1888-1912), élève de Kees van Dongen et Camarasa en 1912.
- Enid Yandell (1869-1934), sculptrice américaine, élève en 1894 de Frederik Mac Monnies.
- Louise Zaring (en) (1872-1970), peintre américaine.